# Bartosz Picher
Bartosz Picher (ur. 1980 we Wrocławiu) – polski aktor teatralny, filmowy i telewizyjny.

## Życiorys
W 2005 ukończył studia aktorskie we wrocławskiej filii Państwowej Wyższej Szkoły Teatralnej w Krakowie. Od 2006 jest aktorem Teatru Muzycznego Capitol we Wrocławiu.

## Filmografia
- 2004: Osiemnaście jako gangster
- 2005: Świat według Kiepskich jako tragarz (odc. 199)
- 2005: Mistrz
- 2005−2006: Fala zbrodni jako Błażej (odc. 31, 63, 75, 76);  Bogdan Małecki „Mały" (odc. 39);
- 2006: Oficerowie jako Darek, sąsiad matki Ali (odc. 4)
- 2006: Kryminalni jako Tomasz Czerny, brat Dominika (odc. 61)
- 2007: Pitbull jako ranny AT (odc. 17)
- 2007: Aleja gówniarzy jako Igor
- 2007: Biuro kryminalne jako Piotr Włodarski (odc. 36)
- 2007–2008: Barwy szczęścia jako „Rudy"
- 2008: Skorumpowani jako „Chudy”, człowiek „Cygara”
- 2008: Plebania jako Donek
- 2009: Teraz i zawsze jako kolega Ampera
- 2009: N1ckola jako Bartek
- 2010: Licencja na wychowanie jako recepcjonista w siłowni (odc. 65)
- 2010: 1920. Wojna i miłość jako miejscowy (odc. 7)
- 2011: Księstwo jako Boniek
- 2011: Wojna żeńsko-męska
- 2011: 80 milionów jako SB-ek
- 2011: Sala samobójców jako ziomek
- 2011: Komisarz Rozen jako Ajrisz
- 2011: Czas honoru jako Johann Blazer (odc. 43, 48, 49)
- 2012–2015: Pierwsza miłość jako Bruno Stolarczyk
- 2012: Galeria jako Krzysztof
- 2013: Głęboka woda 2 jako Przemek (odc. 3)
- 2014: Na dobre i na złe jako ojciec Antosia (odc. 563)
- 2014: Wataha jako „Mały” (odc. 1)
- 2016: Historia Roja jako sołdat w sądzie
- 2017–2018: Sprawiedliwi – Wydział Kryminalny jako starszy aspirant Bruno Sawicki
- 2017: Druga szansa jako trener Dominika (odc. 28)
- 2017: Miasto skarbów jako Arturo (odc. 3)
- 2018: W rytmie serca jako policjant (odc. 39)
- 2018: Leśniczówka jako „Skunks”, człowiek „Smiersza” (odc. 36)
- 2019: Komisarz Alex jako napastnik (odc. 155)
- 2019: Interior jako ochroniarz Krzysiek
- 2019: Wszystko dla mojej matki jako policjant
- 2020: Echo serca jako kulturysta Paweł (odc. 37)
- 2020: Ludzie i bogowie jako „Kiecal”
- 2020: Osiecka jako działacz ZMP na uniwersytecie (odc. 2)
- 2021: Komisarz Alex jako Janek, kolega Adama (odc. 191)
- 2021: Klangor jako trener teakwondo (odc. 1, 5)
- 2021: Skazana jako Borys (odc. 3, 5)
- 2022: Bunt! jako Radek Jurgowicz
- 2022: Mój dług jako „Jolo”
- 2023: Na dobre i na złe jako Igor, trener Amelii (odc. 868, 872)
- od 2024: Gliniarze jako Robert Górski, kuzyn Krystiana[potrzebny przypis]

## Teatr
W teatrze po raz pierwszy wystąpił, jako student szkoły teatralnej w 2004.

### Spektakle teatralne
- 2004 – West Side Story jako Baby John (reż. Wojciech Kościelniak) – Teatr Muzyczny Capitol
- 2004 – W 80 dni dookoła świata po stu latach jako Passepartout (reż. Jerzy Bielunas) – Teatr Muzyczny Capitol
- 2005 – Wariat i zakonnica jako Mieczysław Walpurg (reż. Krzysztof Kuliński) – PWST Wrocław (spektakl dyplomowy)
- 2006 – Arabska noc jako Kalil (reż. Monika Dawidziuk) – Grupa AT Wrocław
- 2006 – Mała księżniczka jako Ram Dass, górnik (reż. Marek Weiss-Grzesiński) – Teatr Muzyczny Capitol
- 2006 – Śmierdź w górach jako Kurier z Warszawy (reż. Konrad Imiela, Cezary Studniak) – Teatr Muzyczny Capitol
- 2007 – Operetka jako Lokaj i Hufnagiel (reż. Michał Zadara) – Teatr Muzyczny Capitol
- 2007 – Swing! Duke Ellington Show jako Mr Swing, Mistrz Ceremonii (reż. Jarosław Staniek) – Teatr Muzyczny Capitol
- 2008 – Pewien Mały Dzień jako Komiczny Dzień jako Budowlaniec I (reż. Andrzej Gałła) – Teatr Muzyczny Capitol
- 2009 – Dzieje grzechu jako Antoni Pochroń (reż. Anna Kękuś-Poks) – Teatr Muzyczny Capitol
- 2009 – Idiota jako Ferdyszczenko (reż. Wojciech Kościelniak) – Teatr Muzyczny Capitol
- 2010 – Hair jako George Berger (reż. Cezary Studniak) – Teatr Muzyczny Capitol
- 2011 – Frankenstein jako Igor  (reż. Wojciech Kościelniak) – Teatr Muzyczny Capitol
- 2012 – Jerry Springer. The Opera jako ochroniarz Steve (reż. Jan Klata) – Teatr Muzyczny Capitol
- 2012 – Ja, Piotr Riviere, skorom już zaszlachtował siekierom swoją matkę, swojego ojca, siostry swoje, brata swojego i wszystkich sąsiadów swoich... jako       Wędrowiec (reż. Agata Duda-Gracz) – Teatr Muzyczny Capitol
- 2013 – Trzy wesołe krasnoludki jako Superman, jeż, bąk (reż. Konrad Imiela) – Teatr Muzyczny Capitol
- 2013 – Mistrz i Małgorzata jako Asasello (reż. Wojciech Kościelniak - Teatr Muzyczny Capitol)
- 2014 – Wielka płyta 1972-2018. Bardzo drogi koncert z okazji pięćdziesiątej ósmej rocznicy taniego budownictwa mieszkaniowego jako pan Felek zwany Dzidzią (reż. Agata Duda-Gracz) – 33. Przegląd Piosenki Aktorskiej
- 2014 – Nine jako Necrophorus  (reż. Pia Partum) – Teatr Muzyczny Capitol
- 2014 – Życie Mariana jako Strach, ojciec Mariana  (reż. Agnieszka Olsten) – Teatr Muzyczny Capitol
- 2015 – Trzej Muszkieterowie jako Bazin (reż. Konrad Imiela) – Teatr Muzyczny Capitol
- 2016 – Po Burzy Szekspira jako Telewizor (reż. Agata Duda-Gracz)
- 2016 – Budorigum, czyli amerykańscy naukowcy o polskim Wrocławiu jako Jaś Pawie Oczko (reż. Cezary Studniak) – 37. Przegląd Piosenki Aktorskiej
- 2016 – Liżę twoje serce jako generał radziecki, żołnierz (reż. Agnieszka Glińska) – Teatr Muzyczny Capitol
- 2017 – Makbet jako Lennox (reż Agata Duda-Gracz) – Teatr Muzyczny Capitol
- 2019 – Mock. Czarna burleska jako Heinrich Zupitza (reż. Konrad Imiela) – Teatr Muzyczny Capitol[2]
- 2021 – Alicja jako ojciec / Król, Mąż Czerwonej Królowej (reż. Martyna Majewska) – Teatr Muzyczny Capitol[3]

### Teatr Telewizji
- 2005 – Wschody i zachody miasta (reż. Jacek Głomb)
- 2007 – Rozmowy z katem (reż. Maciej Englert)

### Nagrody
- 2005 – Nagroda główna  na XXIII Festiwalu Szkół Teatralnych w Łodzi za rolę Walpurga w Wariacie i zakonnicy
- 2005 – Nagroda publiczności za najbardziej elektryzującą rolę męską na XXIII Festiwalu Szkół Teatralnych w Łodzi
- 2005 – Nagroda dziennikarzy na XXIII Festiwalu Szkół Teatralnych w Łodzi
- 2012 – Laureat konkursu Profesjonaliści Forbesa 2012 w kategorii aktor